# Chorzów Stary
Chorzów Stary (do 1934 Chorzów; niem. (Alt) Chorzow, 1941–1945 Königshütte-Ost) – najstarsza, bo istniejąca już w XIII wieku i największa obszarem dzielnica Chorzowa.
Nazwa ta odnosiła się pierwotnie do obszaru dawnej wsi Chorzów. W początkowym okresie miejscowość należała do klasztoru bożogrobców z Miechowa, których zakonnik Ludwik Bojarski, miejscowy proboszcz, odkrył w 1787 pokłady węgla kamiennego. Do 1991 Chorzów Stary i pobliskie Maciejkowice określano łącznie nazwą Chorzów III. Uchwałą Rady Miasta nazwą Chorzów Stary objęto całość tego obszaru, a więc także Maciejkowice.
W Chorzowie Starym mieściła się Kopalnia Węgla Kamiennego Prezydent. Pozostałością po niej jest unikatowa żelbetowa wieża wyciągowa nad zlikwidowanym szybem, stanowiąca obiekt Szlaku Zabytków Techniki Województwa Śląskiego. Ponadto liczne zabytkowe zabudowania włościańskie. Najważniejsze ulice to: ul. T. Kościuszki, ul. Siemianowicka, ul. Bożogrobców, ul. Mazurska, ul. Rycerska, ul. Harcerska oraz plac św. Jana. Skrzyżowanie ul. Siemianowickiej i ul. Bożogrobców nosi nazwę Krajcoka.
W Chorzowie Starym mieści się Komenda Miejska Policji w Chorzowie.
W Chorzowie Starym znajduje się kilka przystanków autobusowych, jak m.in. Chorzów Stary Plac Jana. Przez dzielnicę kursują autobusy na zlecenie Zarządu Transportu Metropolitalnego (ZTM). Przez dzielnicę kursowała również linia tramwajowa nr 12, która w grudniu 2008 roku została zlikwidowana.
W dzielnicy znajduje się parafia św. Marii Magdaleny.